# Крессон (Техас)
Крессон (англ. Cresson) — місто (англ. city) в США, в округах Гуд, Джонсон і Паркер штату Техас. Населення — 1349 осіб (2020).

## Історія
Історія походження назви втрачена. Одна книга припускає, що місто могло бути назване на честь Джона Крессона, капітана вагонного потяга, який стояв у цьому районі до громадянської війни. Подібна історія розповідає, що Крессон був названий на честь чиновника залізниці Форт-Ворт і Ріо-Гранде.
Свого часу Крессон обслуговував залізничні компанії Форт-Ворт і Ріо-Гранде, Галф, Колорадо і Санта-Фе та Ненсі Хенкс. Також було припущено, що Крессон був названий на честь Крессона, штат Пенсільванія, іншого міста з сильною історією залізниці.

## Географія
Крессон розташований за координатами 32°31′47″ пн. ш. 97°36′55″ зх. д. / 32.52972° пн. ш. 97.61528° зх. д. (32.529861, -97.615349).  За даними Бюро перепису населення США в 2010 році місто мало площу 29,91 км², з яких 29,90 км² — суходіл та 0,01 км² — водойми.

## Демографія
Згідно з переписом 2010 року, у місті мешкала 741 особа в 293 домогосподарствах у складі 211 родини. Густота населення становила 25 осіб/км².  Було 357 помешкань (12/км²).
Расовий склад населення:
| - 93,5 % — білих - 1,1 % — чорних або афроамериканців - 0,5 % — корінних американців - 0,3 % — азіатів - 3,0 % — осіб інших рас |

До двох чи більше рас належало 1,6 %. Частка іспаномовних становила 7,7 % від усіх жителів.
За віковим діапазоном населення розподілялося таким чином: 22,1 % — особи молодші 18 років, 66,3 % — особи у віці 18—64 років, 11,6 % — особи у віці 65 років та старші. Медіана віку мешканця становила 43,1 року. На 100 осіб жіночої статі у місті припадало 104,1 чоловіків;  на 100 жінок у віці від 18 років та старших — 106,8 чоловіків також старших 18 років.
Середній дохід на одне домашнє господарство  становив 97 753 долари США (медіана — 63 750), а середній дохід на одну сім'ю — 119 622 долари (медіана — 76 042). Медіана доходів становила 47 375 доларів для чоловіків та 40 313 долари для жінок. За межею бідності перебувало 20,5 % осіб, у тому числі 51,6 % дітей у віці до 18 років та 2,2 % осіб у віці 65 років та старших.
Цивільне працевлаштоване населення становило 404 особи. Основні галузі зайнятості: освіта, охорона здоров'я та соціальна допомога — 22,5 %, транспорт — 12,4 %, виробництво — 12,4 %.